# 이즈타 리나
이즈타 리나(일본어: 伊豆田 莉奈, 1995년 11월 26일 - )는 여성 아이돌 그룹 전 CGM48의 멤버이자, CGM48 극장 지배인이다.

## 내력
2012년
- 8월 24일, 《AKB48 in TOKYO DOME ~1830m의 꿈~》 첫날 공연에서, 팀A로의 승격이 발표되었다[1].

2014년
- 2월 24일, Zepp DiverCity에서 개최된 《AKB48 그룹 대조각 축제》에서, 팀B로 이동하는 것이 발표되었다[2].
- 10월, 서프라이즈의 곡 만들기 프로젝트의 악곡인 Reborn에서 센터로 지명되었다.

2015년
- 1월, AKB48 리퀘스트 아워 세트리스트 베스트 1035 2015에서 센터를 맡은 곡인 Reborn이 101위로 뽑혀, 곡을 피로했다.
- 3월 26일, 사이타마 슈퍼 아레나에서 개최된 《AKB48 봄의 단독 콘서트 ~차기 총감독 아직 수행중~》에서, 팀4로 이동하는 것이 발표되었다.

2017년
- 4월 13일, BNK48에 이적 가입하는 것을 발표하였다[3].
- 6월 29일, AKB48 극장에서 행해진 〈이즈타 리나를 보내는 회〉를 갖고 AKB48 활동 종료.
- 7월 2일, BNK48에 이적.

2019년
- 7월 10일, BNK48의 뿐야위 쩡짜로언(옴)과 함께 CGM48에 이적을 발표. 동시에 극장 지배인 취임.
- 8월 27일, CGM48 극장 지배인 이적.

2024년
- 7월 7일에 행해진 칠석 이벤트에서 CGM48를 졸업하는 것을 발표.
- 11월 30일, 졸업 콘서트 〈Izurina’s Graduation Concert ทุกคน Arigatou〉를 방콕에서 개최해 약 15년에 걸친 아이돌 인생을 끝마쳤다.